# Vịt đầu đen
Vịt đầu đen (danh pháp khoa học: Aythya baeri) là một loài chim trong họ Vịt. Loài này trước đây khá phổ biến ở Việt Nam nhưng vài thập kỷ nay số lượng bị giảm sút rất nhiều. Gần đây gặp ở Hồ Tây, Hà Nội (Scott). Được liệt kê trong Sách đỏ Việt Nam năm 2007, mức độ đe dọa: bậc R. Ngoài ra chúng cũng được liệt kê vào Sách đỏ IUCN năm 2008.

## Mô tả
Chim đực trưởng thành bộ lông mùa hè giống vịt mắt trắng nhưng toàn bộ đầu và cổ đen có ánh lục kim loại. Phần gốc lông cánh trắng đục. Chim cái giống chim cái loài vịt mắt trắng, chỉ khác đầu và cổ nâu đen. Mắt trắng hay vàng nhạt. Mỏ xám chì hơi xanh, gốc và chóp mỏ nâu thẫm hơn hoặc đen. Chân xám vàng hay xám chì, khớp và màng bơi màu thẫm hơn.

## Phân bố
Ở Việt Nam loài này thường bay về trú đông ở vùng Bắc bộ (Hải Dương, Hưng Yên...)
Trên thế giới có thể tìm thấy chúng ở: lưu vực sông Amua, Nhật Bản. Trú đông ở Ấn Độ, Myanmar, nam Trung Quốc, Thái Lan và Đông Dương.